# Gustavo Grondona
Gustavo Grondona (Buenos Aires, 16 de junio de 1968) es un exfutbolista argentino. Se desempeñaba en la posición de centrocampista. Fue sobrino del ya fallecido dirigente argentino y exvicepresidente de la FIFA Julio Grondona. Actualmente integra el Cuerpo Técnico de Pablo Guede en Colo-Colo.

## Estadísticas

### Clubes
Datos actualizados al fin de su carrera deportiva.
| Club                                                                                              | Div           | Temporada     | Liga  | Liga  | Copas Nacionales(1) | Copas Nacionales(1) | Copas Internacionales(2) | Copas Internacionales(2) | Total | Total |
| Club                                                                                              | Div           | Temporada     | Part. | Goles | Part.               | Goles               | Part.                    | Goles                    | Part. | Goles |
| ------------------------------------------------------------------------------------------------- | ------------- | ------------- | ----- | ----- | ------------------- | ------------------- | ------------------------ | ------------------------ | ----- | ----- |
| Arsenal de Sarandí Argentina                                                                      | 3.ª           | 1988-89       | 20    | 4     | -                   | -                   | -                        | -                        | 20    | 4     |
| Arsenal de Sarandí Argentina                                                                      | 2.ª           | 1989-90       | 19    | 1     | -                   | -                   | -                        | -                        | 19    | 1     |
| Arsenal de Sarandí Argentina                                                                      | 2.ª           | 1990-91       | 33    | 2     | -                   | -                   | -                        | -                        | 33    | 2     |
| Independiente Argentina                                                                           | 1.ª           | 1991-92       | 20    | 3     | -                   | -                   | -                        | -                        | 20    | 3     |
| Independiente Argentina                                                                           | Total Club    | Total Club    | 20    | 3     | 0                   | 0                   | 0                        | 0                        | 20    | 3     |
| Huracán Argentina                                                                                 | 1.ª           | 1992-93       | 11    | 0     | -                   | -                   | -                        | -                        | 11    | 0     |
| Huracán Argentina                                                                                 | Total Club    | Total Club    | 11    | 0     | 0                   | 0                   | 0                        | 0                        | 11    | 0     |
| Toluca · México                                                                                   | 1.ª           | 1994          | 9     | 1     | -                   | -                   | -                        | -                        | 9     | 1     |
| Toluca · México                                                                                   | Total Club    | Total Club    | 9     | 1     | 0                   | 0                   | 0                        | 0                        | 9     | 1     |
| Deportivo Español Argentina                                                                       | 1.ª           | 1995-96       | 16    | 1     | 4                   | 0                   | -                        | -                        | 20    | 1     |
| Deportivo Español Argentina                                                                       | 1.ª           | 1996-97       | 17    | 3     | 0                   | 0                   | -                        | -                        | 17    | 3     |
| Deportivo Español Argentina                                                                       | 1.ª           | 1997-98       | 27    | 4     | 2                   | 0                   | -                        | -                        | 29    | 4     |
| Deportivo Español Argentina                                                                       | Total Club    | Total Club    | 60    | 8     | 6                   | 0                   | 0                        | 0                        | 66    | 8     |
| Universitario de Deportes · Perú                                                                  | 1.ª           | 1998          | 21    | 5     | -                   | -                   | -                        | -                        | 21    | 5     |
| Universitario de Deportes · Perú                                                                  | 1.ª           | 1999          | 34    | 7     | -                   | -                   | 4                        | 0                        | 38    | 7     |
| Universitario de Deportes · Perú                                                                  | 1.ª           | 2000          | 37    | 9     | -                   | -                   | 5                        | 1                        | 42    | 9     |
| Universitario de Deportes · Perú                                                                  | 1.ª           | 2001          | 13    | 1     | -                   | -                   | 6                        | 0                        | 19    | 1     |
| Universitario de Deportes · Perú                                                                  | Total Club    | Total Club    | 105   | 22    | 0                   | 0                   | 15                       | 1                        | 120   | 23    |
| Sporting Cristal · Perú                                                                           | 1.ª           | 2001          | 14    | 0     | -                   | -                   | -                        | -                        | 14    | 0     |
| Sporting Cristal · Perú                                                                           | Total Club    | Total Club    | 14    | 0     | 0                   | 0                   | 0                        | 0                        | 14    | 0     |
| Arsenal de Sarandí Argentina                                                                      | 1.ª           | 2002-03       | 30    | 3     | -                   | -                   | -                        | -                        | 30    | 3     |
| Arsenal de Sarandí Argentina                                                                      | 1.ª           | 2003-04       | 15    | 1     | -                   | -                   | -                        | -                        | 15    | 1     |
| Arsenal de Sarandí Argentina                                                                      | Total Club    | Total Club    | 117   | 11    | 0                   | 0                   | 0                        | 0                        | 117   | 11    |
| Total Carrera                                                                                     | Total Carrera | Total Carrera | 336   | 45    | 6                   | 0                   | 15                       | 1                        | 357   | 46    |
| (1) Incluye Copa Centenario y Copa de la Liga. (2) Incluye Copa Libertadores y Copa Sudamericana. |               |               |       |       |                     |                     |                          |                          |       |       |

## Palmarés

### Campeonatos nacionales
| Título                    | Club          | País | Año  |
| ------------------------- | ------------- | ---- | ---- |
| Primera División del Perú | Universitario | Perú | 1998 |
| Primera División del Perú | Universitario | Perú | 1999 |
| Primera División del Perú | Universitario | Perú | 2000 |